# Модел на претеглената сума
Моделът на претеглената сума (на английски: weighted sum model, WSM)
е най-простият и добре познат метод за многокритериално вземане на решения, при който се оценяват даден брой алтернативи в термините на даден брой критерии за оценка и вземане на решения. Важно е да се отбележи, че методът е приложим само когато всички данни за алтернативи по критерии са изразени по еднотипен начин.
Нека дадена задача за многокритериален анализ се дефинира от m алтернативи по n критерии за вземане на решение. В добавка нека критериите са такива, при които колкото по-висока е стойността на оценката на алтернатива по критерий, толкова по-добра е алтернативата (benefit criteria). Нека wj означава относителното тегло на значимостта на критерия Cj и aij е стойността на алтернативата Ai когато е оценена спрямо критерий Cj. Тогава общата значимост на алтернатива Ai (т.е. когато всички критерии едновременно се вземат под внимание), означена с AiWSM-score, се дефинира както следва:
{\displaystyle A_{i}^{\text{WSM-score}}=\sum _{j=1}^{n}w_{j}a_{ij},{\text{ for }}i=1,2,3,\dots ,m.}
В случая на максимизация, най-добрата алтернава е тази, която има максимална стойност по всички критерии за оценка.